# 傅瓛
傅瓛，松滋人，元末明初政治人物。
傅瓛早年参加红巾军，后在陈友谅中任职，之后归顺朱元璋。洪武元年，任明朝中书省参知政事，协助定刑律、制礼仪，又兼詹事同知，辅教太子。同年八月被罢免。